# Giro del Veneto 1996
Il Giro del Veneto 1996, sessantanovesima edizione della corsa, si svolse il 31 agosto 1996 su un percorso di 208,7 km. La vittoria fu appannaggio dell'italiano Michele Bartoli, che completò il percorso in 5h08'46", precedendo il connazionale Andrea Tafi e lo svizzero Mauro Gianetti.

## Ordine d'arrivo (Top 10)
| Pos. | Corridore           | Squadra               | Tempo    |
| ---- | ------------------- | --------------------- | -------- |
| 1    | Michele Bartoli     | MG Boys Maglificio-T. | 5h08'46" |
| 2    | Andrea Tafi         | Mapei-GB              | s.t.     |
| 3    | Mauro Gianetti      | Team Polti            | s.t.     |
| 4    | Maximilian Sciandri | Motorola Cycling Team | s.t.     |
| 5    | Marco Fincato       | Roslotto-ZG Mobili    | a 29"    |
| 6    | Gianni Faresin      | Panaria-Vinavil       | s.t.     |
| 7    | Massimo Podenzana   | Carrera Jeans         | a 5"     |
| 8    | Kevin Livingston    | Motorola Cycling Team | s.t.     |
| 9    | Fabrizio Guidi      | Scrigno-Blue Storm    | a 4'48"  |
| 10   | Dmitrij Konyšev     | Aki-Gipiemme          | s.t.     |